# Younès Kadri
Younès Kadri (sinh ngày 4 tháng 1 năm 1991) là một cầu thủ bóng đá người Algérie thi đấu cho MC El Eulma ở Giải bóng đá hạng nhất quốc gia Algérie.

## Danh hiệu
- Vô địch 2010 Algerian Junior Cup cùng với ES Sétif